# Sonnenkamp
Sonnenkamp, teilweise auch Hofkamp genannt, ist ein Wohnplatz in der bergischen Großstadt Solingen. 

## Lage und Beschreibung
Sonnenkamp liegt an der unteren Friedrich-Ebert-Straße (Landesstraße 85) südwestlich des Walder Ortskerns. Die ursprünglichen Hofgebäude befanden sich wohl etwa in Höhe der Einmündung der Spitzwegstraße in die Friedrich-Ebert-Straße, sind aber heute teils durch modernere Bauwerke überbaut. Im Norden befinden sich Alten- und Wiedenhof. Im Osten liegen Mummenscheid, Rosen- und Wiedenkamp mit dem evangelischen Friedhof sowie im Südwesten Scheuer mit der katholischen Kirche St. Katharina, außerdem Heidufer und Tiefendick. Im Westen befinden sich Weyer und Häuschen.

## Geschichte
Vermutlich entstand der Ort im ersten Drittel des 19. Jahrhunderts. Die Topographische Aufnahme der Rheinlande von 1824 verzeichnet den Ort noch nicht, die Preußische Uraufnahme von 1844 verzeichnet ihn als Hofkamp. In der Topographischen Karte des Regierungsbezirks Düsseldorf von 1871 ist der Ort hingegen nicht verzeichnet.
Der Ort gehörte zur Bürgermeisterei Wald innerhalb des Kreises Solingen. 1832 war der Ort Teil der Zweiten Dorfhonschaft innerhalb der Bürgermeisterei Wald. Der nach der Statistik und Topographie des Regierungsbezirks Düsseldorf als Kotten kategorisierte Ort besaß zu dieser Zeit ein Wohnhaus und ein landwirtschaftliches Gebäude. Zu dieser Zeit lebten neun Einwohner im Ort, allesamt evangelischen Bekenntnisses.
Der Ort verlor bereits früh seine eigenständige Lage und ging in den nach Südwesten expandierenden Wohn- und Gewerbegebieten der Stadt Wald unter. Mit der Städtevereinigung zu Groß-Solingen im Jahre 1929 wurde Sonnenkamp ein Ortsteil Solingens. Die Ortsbezeichnung Sonnenkamp ist mindestens seit der Wende zum 20. Jahrhundert nicht mehr nachweisbar und in heutigen Stadtplänen darum nicht mehr verzeichnet. Sie ist darum auch heute nicht mehr gebräuchlich.